# Linnaemya nigrifacies
Linnaemya nigrifacies là một loài ruồi trong họ Tachinidae.